# Ugo Bassi
Ugo Bassi (12 de agosto de 1801, Cento, Italia – 8 de agosto de 1849, Bolonia, Italia) fue un sacerdote revolucionario y patriota italiano, del período llamado Unificación de Italia.

## Biografía
Nacido en el 1801, hijo de Luigi Santi Bassi, empleado de la aduana pontificia, y de Felicita Rossetti, camarera originaria de San Felice sul Panaro.
A pesar de la oposición paterna, y al parecer por una desilusión amorosa, aún joven ingresa como novicio al convento de los Padres Barnabitas, recibiendo en 1821 los votos en Roma, en la iglesia de San Carlos. En la Orden barbanita conoció a Alessandro Gavazzi, de quien llegaría a ser gran amigo.
Era un predicador bastante conocido, y en sus numerosos viajes por Italia, viviendo siempre en la pobreza, fue seguido frecuentemente por numerosas personas atraídas por su elocuencia.
Durante las revueltas revolucionarias de 1848, no tuvo dudas para unirse a las fuerzas del Papa Pio IX  para defender a Italia con encendido patriotismo, y difundir el espíritu revolucionario entre los soldados y la población.
Herido en Treviso el 12 de mayo de 1848, tras su curación combatió para la República de San Marcos. Posteriormente volvió a Roma donde vivió el nacimiento de la República Romana.

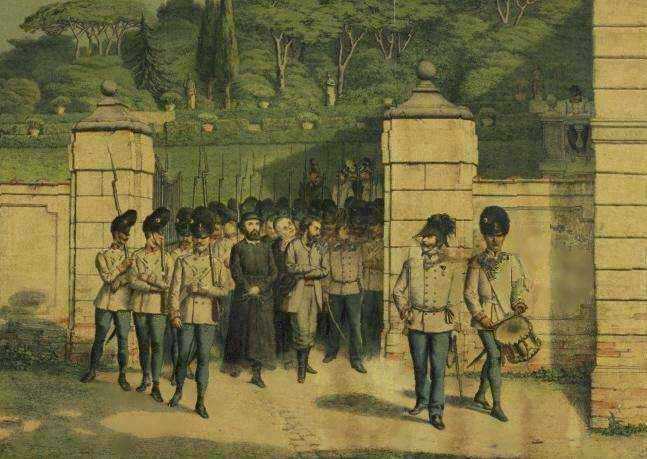
Ugo Bassi y Giovanni Livraghi conducidos al patíbulo

En la retirada de Roma, llega a la República de San Marino con Giuseppe Garibaldi, Francesco Nullo, Ciceruacchio, Giovanni Livraghi y otros. Una vez que abandonó San Marino, y separándose de los otros, cae con Livraghi, en manos de los soldados austríacos, en las proximidades de Comacchio.
Trasladado a Bolonia en la tarde del 7 de agosto de 1849; fue fusilado sin ningún proceso y con gran prisa al día siguiente, por órdenes del capitán auditor Carl Pichler von Deeben, junto a Giovanni Livraghi, en la proximidades de Certosa.
El 18 de agosto de 1849, los austríacos, para impedir que el pueblo de Bolonia manifestara sus sentimientos de apoyo y afecto sobre la tumba de Bassi, exhumaron el cadáver, ocultándolo en el cementerio de Certosa.
La ciudad de Bolonia le ha puesto su nombre a una de las calles principales de la ciudad, por haber sido ajusticiado por combatir por la unidad de una Italia libre y democrática. Lo mismo ha hecho la ciudad de Padua, dedicándole una calle nueva junto a un complejo de edificios universitarios en la zona de "Piovego".
Su pertenencia a la masonería ha sido confirmada por el gran maestre Umberto Cipollone, pero es discutida por el historiador Rosario F. Esposito.

## Cinematografía
- In nome del popolo sovrano, drama de  1990, dirigida por Luigi Magni